# Charles Blackman
Charles Blackman (* 12. August 1928 in Harbord in Sydney; † 20. August 2018 in Sydney) war ein bedeutender australischer Maler und Grafiker des 20. Jahrhunderts, bekannt geworden durch die Serien Schoolgirl, Avonsleigh und Alice in Wonderland.

## Leben
Charles Blackman wurde 1928 im Hafenvorort Harbord in Sydney als drittes Kind von Charles Cervic Blackman, einem Maschinenbauingenieur, und seiner Frau Marguerite Brown geboren. Sein Vater verließ die Familie, als der Junge vier Jahre alt war. Mit 13 Jahren musste Charles die Schule verlassen, nachdem er an Mumps erkrankt war. Seine Mutter gab ihm Farben, um ihn zu beschäftigen. Im Jahr 1942 wurde Charles Blackman von der Sydney Sun angestellt und arbeitete zunächst als Copyboy und später als Illustrator für die Zeitung, obwohl er im wesentlichen Autodidakt war, während er gleichzeitig Abendkurse am East Sydney Technical College besuchte (1943–46).
Die neuseeländische Dichterin Lois Eden Hunter führte Charles Blackman in die moderne Kunst ein, und er begann, die europäische Literatur des 20. Jahrhunderts zu lesen. Les Chants de Maldoror von Comte de Lautréamont und die Kunst von Odilon Redon beeindruckten ihn. 1948 folgte er Lois Hunter nach Brisbane, wo er andere modernistische Künstler und Dichter kennenlernte, darunter auch seine spätere Frau Barbara Patterson. 1951 zogen sie nach Melbourne, wo sie heirateten und die folgenden Jahre verbrachten. 1952 wurden die Kunstmäzene John und Sunday Reed sowie der Kunstkritiker Alan McCulloch auf Blackman aufmerksam.
Berichte über den ungeklärten Mord an Barbaras Jugendfreundin Betty Shanks inspirierten ihn zu seiner ersten Serie von Schulmädchenbildern. Da Barbara langsam erblindete, las er ihr Kinder- und Fantasieliteratur vor, die wiederum seine eigene Kunst beeinflusste, insbesondere Alice im Wunderland.
1959 gehörte Charles Blackman zu den Unterzeichnern des Antipodean Manifesto (Autor: Bernard Smith 1916–2011), einer Erklärung, die sich gegen die Dominanz des abstrakten Expressionismus wandte. Die Anhänger des Manifests wurden als Antipodeans Group bezeichnet. Charles Blackman entwarf das Ausstellungsplakat für die einzige Ausstellung der Gruppe mit Arthur Boyd (1920–1999), David Boyd (1924–2011), John Brack (1920–1999), Robert Dickerson (1924–2015), John Perceval (1923–2000) und Clifton Pugh (1924–1990). Als Sir Kenneth Clark seine Bilder sah, schlug er ihm vor, in London auszustellen. Er gewann ein Helena-Rubenstein-Reisestipendium und zog mit seiner Familie nach London um.
Die Familie Blackman kam am 2. Februar 1961 dort an und schloss sich bald der Gemeinschaft der im Ausland lebenden Australier an. Da sie die Sonne und die Strände vermissten, kehrten sie 1966 nach Australien zurück und reisten zunächst nach Perth, Melbourne, Brisbane und schließlich nach Sydney.
1970 zog er nach Paris, als er ein Atelier in der Cité internationale des arts erhielt. Er lebte dort ein Jahr lang zur gleichen Zeit wie John Coburn und kehrte danach oft zurück, da Paris für ihn eine dauerhafte Inspirationsquelle war.
Im Juni 1978 kündigte Barbara Blackman, auch weil sie von seiner ständigen Untreue und seinem Alkoholismus genervt war, schriftlich ihre Ehe mit einer Frist von zwei Wochen. Blackman malte daraufhin eine Reihe von Alptraumbildern, die zum Teil auf Johann Heinrich Füsslis Pferd in dem Gemälde Der Nachtmahr (Privatsammlung, Goethehaus, Frankfurt a. M.) basieren, und benutzte die Schauspielerin Kate Fitzpatrick als Modell.
Eine Beziehung mit der 19-jährigen Studentin Genevieve de Couvreur führte zu seiner zweiten Ehe. Er bewunderte Barbara weiterhin und schenkte ihr zu seinem 50. Geburtstag das große Gemälde Fifty Flowers (mit einer weißen Katze in der Ecke). 1979 hielt sich Charles Blackman zum ersten Mal in Buderim an der Goldküste auf. 1981 verbrachte er die meiste Zeit dort und malte Themen von Liebenden, die in idyllischer, üppiger tropischer Schönheit leben. 1982 arbeitete er mit der Sydney Dance Company in Dialogues und später Spindrift für die Western Australian Ballet Company zusammen. 1984, nach der Geburt ihres zweiten Kindes, trennten sich Blackman und Genevieve.
Ab 1985 widmete Charles Blackman einen Großteil seiner Arbeit den Schmetterlingen und der Vegetation im Norden Queenslands und reiste mit dem Dichter Al Alvarez. Im Jahr 1989 heiratete Charles Blackman Victoria Bower, von der er sich später auch wieder scheiden ließ. Seine späteren Ausstellungen neuerer Arbeiten wurden von den Kritikern nicht gut aufgenommen, die auf ihre uneinheitliche Qualität und Massenproduktion hinwiesen.
Blackmans Buchhalter und enger Freund Tom Lowenstein gründete den Charles Blackman Trust, um seine Angelegenheiten zu regeln. Lowenstein verkaufte regelmäßig Blackmans Werke, um seine Lebenshaltungskosten zu decken. Am 20. August 2018, eine Woche nach seinem 90. Geburtstag, starb Charles Blackman in dem Pflegeheim, in das er Anfang des Jahres eingezogen war. Er hatte sechs Kinder, Auguste, Christabel, Barnaby, Beatrice, Felix und Axiom, die meisten von ihnen selbst Künstler und Musiker.